# Реджоло
Реджоло (італ. Reggiolo) — муніципалітет в Італії, у регіоні Емілія-Романья, провінція Реджо-Емілія.
Реджоло розташоване на відстані близько 370 км на північ від Рима, 65 км на північний захід від Болоньї, 29 км на північний схід від Реджо-нелль'Емілії.
Населення — 9176 осіб (2014).
Щорічний фестиваль відбувається 7 липня. Покровитель — San Venerio.

## Демографія
Населення за роками:

Станом на 1 січня 2023 року в муніципалітеті офіційно проживало 1016 іноземців з 47 країн, серед них 118 громадян країн Євросоюзу та 28 громадян України.

## Сусідні муніципалітети
- Кампаньола-Емілія
- Фаббрико
- Гонцага
- Гуасталла
- Луццара
- Молья
- Новеллара
- Роло

## Персоналії
- Карло Анчелотті — місцевий уродженець